# Encyclia tarumana
Encyclia tarumana é uma espécie epífita há pouco tempo descoberta. Planta vigorosa e delicada, com pseudobulbos periformes e oblongos, com 5 centímetros de altura, portando duas folhas longas, coriáceas e estreitas com 40 centímetros de comprimento e de cor roxo-bronzeada. Hastes florais finas de 70 centímetros de altura, com quinze a vinte flores. Flor de 5 centímetros de diâmetro, com pétalas e sépalas branco-esverdeadas. Labelo espatular arredondado de cor branca com estrias púrpuras na parte central.
Floresce na primavera.